# メルト・アウェイ
「メルト・アウェイ」は、2008年3月にリリースされた彩冷えるの通算14枚目のシングルである。発売元はSPEEDDISK。

## 解説
- 初めてオリコンチャート20位圏内にランクイン。
- 初めての3タイプ発売となった。
- Type-AはTheMeのPVを収録したDVD付き。

## 収録曲

### Type-A
1. TheMe
(作詞：葵 / 作曲：夢人)
2. I'm Vogue
(作詞：葵 / 作曲：ケンゾ)

### Type-B
1. TheMe
2. I'm Vogue
3. 三秒
(作詞：葵 / 作曲：夢人)

### Type-C
1. TheMe
2. I'm Vogue
3. ツクヨミ
(作詞：葵 / 作曲：インテツ)